# Brink, champion de roller
Pour les articles homonymes, voir Brink (homonymie).
 (août 2011).
 (août 2011).
Si vous disposez d'ouvrages ou d'articles de référence ou si vous connaissez des sites web de qualité traitant du thème abordé ici, merci de compléter l'article en donnant les références utiles à sa vérifiabilité et en les liant à la section « Notes et références ».
Brink, champion de roller est un téléfilm de la collection des Disney Channel Original Movie réalisé par Greg Beeman et diffusé à la télévision en 1998.

## Synopsis
Andy Brinker "Brink" et son équipe de roller - Pierre, Jordy, et Gabriella - qui se font appeler "Soul-Skaters" (qui signifie qu'ils patinent pour le plaisir, et non pour l'argent), sont en conflit avec une équipe de patineurs parrainée, la Team X-Bladz - dirigée par Val - avec qui ils fréquentent le lycée dans le sud de la Californie.
Lorsque Brink découvre que sa famille est en difficulté financière, il va à l'encontre des souhaits de ses parents et de ses amis et se joint à l'équipe X-Bladz pour 200 dollars par semaine. Il conserve cette part de ses amis jusqu'à ce qu'ils le voient patiner pour le Team X-Bladz à une compétition locale. Les amis de Brink se sentent trahis, sont très en colère contre lui, et conviennent d'une course de descente - Soul-Skaters vs Team X-Bladz (spécifiquement Gabriella vs Brink).
Val sabote une partie du parcours de Gabriella en jetant des cailloux sur la route, afin de la faire tomber et d'assurer une victoire pour les X-Bladz malgré le caractère trivial de la course de rue. Comme prévu par Val, Gabriella tombe et est gravement blessée.
Depuis, Brink semble désireux d'aider sa famille. Son père lui trouve un emploi dans un magasin de toilettage pour chiens nommé "Pup 'N Suds". Il obtient une avance de son chèque de paie et achète de nouveaux équipements pour l'équipe. Dans les jours précédant la compétition, il retrouve ses amis et leur parle de son plan de sponsoriser l'équipe sous le nom de «Team Pup 'N Suds". Ils acceptent de renouer une amitié avec Brink, lorsqu'ils apprennent qu'il a jeté un milk-shake dans le visage de Val, capitaine de l'équipe X-Bladz.
De nouveau amis, ils participent à la compétition. À la fin, Brink et Val s'affrontent sur une descente. Alors que Brink essaie de patiner loyalement, Val utilise des techniques de triche pour s'assurer la victoire, mais finit par échouer. Brink, ses amis et sa famille fêtent leur victoire attendue depuis longtemps.
Immédiatement après la course, Val est expulsé de X-Bladz pour triche. Jimmy, le manager de la Team X-Bladz, propose à Brink la position de capitaine de l'équipe. Brink refuse l'offre pour ne pas abandonner ses amis. Alors, un nouveau défi se prépare car Lisa O'Connor, jeune patineuse, se propose pour reprendre le flambeau des X-Bladz. Mais Brink tombe subitement amoureux d'elle lors d'une course.
Devra-t-il une nouvelle fois abandonner ses amis pour cette charmante patineuse ?

## Distribution
- Erik von Detten : Andy "Brink" Brinker
- Sam Horrigan : Val
- Christina Vidal (VF : Nathalie Bienaimé): Gabriella
- Freja Berne : Lisa O'Connor (Française)
- David Graf (VF : Bernard Métraux): Ralph Brinker
- Katie Volding : Maddie Brinker
- Patrick Lévis (VF : Paolo Domingo) : Peter Calhoun
- Asher Or : Jordon
- Walter Emanuel Jones : Boomer
- Lauren Snead : Oncle Greg
- Geoffrey Blake : Jimmy
- Joey Simmrin : Arne "Worm"
- Jake Elliott : B.J.
- Katie Volding : Kate Brinker
- Sante Ched Becks : Étudiant
- Fabiola da Silva : stunt double pour Gabriella
- Jalacy Thornberry : Petey
- Fistphuk "Phil" Stacy : Grace
- John Turturro : Lil 'Brink